# Onthophagus crantor
Onthophagus crantor là một loài bọ cánh cứng trong họ Bọ hung (Scarabaeidae).